# ひぐちのりこ
ひぐち のりこ（1972年4月16日 - ）は、日本のラジオパーソナリティ。

## 経歴
兵庫県西宮市出身。血液型B型。既婚。
1994年、エフエム大阪 (fm osaka) のラジオショッピングコーナー「ラジマート」の担当を開始。以来、同局の番組を中心に出演。
また、ラジオ関西にて「天気情報」のコーナーを担当。
ラジオ番組表2014年秋号(三才ムックvol.747)「第7回 読者が選んだ好きなDJランキング コミュニティ部門」第5位にランクイン。
その後も、同誌2015年秋号（三才ムック vol.829）の「第8回 読者が選んだ好きなDJランキング コミュニティ部門」で第4位に、
同誌2017年秋号（三才ムック vol.957）の「第10回 読者が選んだ好きなDJランキング コミュニティ部門」で第3位にランクインした。
第２２回　JCBA近畿地区コミュニティ放送賞（２０２０年度）にて
「GoodNightMoon」（さくらFM）が娯楽部門で優秀賞
出品された全作品の中から最も優れたパーソナリティを選ぶ「パーソナリティ賞」をW受賞する。

## 出演
- ASA-REN5 （fm osaka、1998年 - 2000年9月30日）
- COUNTDOWN KANSAI （fm osaka、1999年4月2日 - 2000年12月22日）
- BREAKFAST CLUB （fm osaka、1999年9月7日・9月8日・11月16日・11月18日、2000年2月23日・2月24日・3月1日・3月2日・10月18日）
- JAC851 ホリデースペシャル（fm osaka、1999年11月23日）
- ハッピー！ラッキー！ミレニアム（fm osaka、2000年1月1日）
- HIT RADIO 2000 THANKS SPECIAL もっともっと12時間〜request.com〜（fm osaka、2000年3月30日）
- JAC851 （fm osaka、2000年7月20日）
- 西宮市民祭り特別番組（さくらFM、2000年10月18日）
- Good Night Moon （さくらFM)
- SakuっとLa・ら・Ra 西宮（火曜日）（さくらFM)